# Yossi Abukasis
Yossi Abukasis (hebreo: יוסי אבוקסיס) (nació el 10 de septiembre de 1970 en Bat Yam) es un exfutbolista israelí que militaba en el Hapoel Tel Aviv. Con el paso del tiempo Abukasis es ha convertido uno de los mejores centrocampistas de Israel.
Abukasis empezó en el filial del Hapoel Tel Aviv, y en la temporada 1987/88 dio y el salto al primer equipo. Esa temporada, el Hapoel ganó la Liga y Abukasis firmó un contrato de 5 años. En la 1994/95, Abukasis se marchó al Bnei Yehuda Tel Aviv, en el que sólo duró una temporada. La siguiente la pasó en el Zafririm Holon para después fichar, al año después por el Beitar Jerusalem. Allí permaneció desde la 1995/96 hasta la 2000/01 logrando 2 ligas y una Toto Cup. Abukasis también fue un fijo con la selección que participó en la fase de clasificación para la Eurocopa de 2000.
En la 2001/02 Abukasis regresó a su Hapoel Tel Aviv, donde ganó una Toto Cup. Durante la 2003/04 jugó media temporada en el F.C. Ashdod para después volver al Hapoel, jugando hasta su retiro el año 2010.
- Datos: Q2906816
- Multimedia: Yossi Abukasis / Q2906816